# Нижня Лукавиця
Ни́жня Лука́виця — село в складі Моршинської міської громади, у Стрийському районі Львівської області в Україні. Населення становить 354 осіб. Орган місцевого самоврядування — Моршинська міська рада.

## Назва
У 1990 р. назву села Нижня Луковиця було змінено на одну літеру.

## Історія
Останнім власником села Нижня Лукавиця до 1939 року був Євстахій Юліуш Баранський
(польськ. Eustachy Barański). Інженер-лісівник, здобув освіту на факультеті сільського господарства та лісівництва Львівського технічного університету. Він успадкував лісовий маєток у Нижній Лукавиці. Був завзятим мисливцем і чудовим стрільцем. У 1931 році Євстахій Баранський стає частиною польської стрілецької команди, яка виграла чемпіонат світу у змаганнях «стрільба по оленю». Після початку Другої світової війни Євстахія заарештували у Львові, коли він приїхав відвідати хвору матір. Ув’язнений у Бригідках, розстріляний у Биківні.

## Політика

### Парламентські вибори, 2019
На позачергових парламентських виборах 2019 року у селі функціонувала окрема виборча дільниця № 461456, розташована у приміщенні школи.
Результати
- зареєстровано 267 виборців, явка 61,42%, найбільше голосів віддано за партію «Голос» — 24,39%, за «Європейську Солідарність» — 18,90%, за Всеукраїнське об'єднання «Батьківщина» — 14,63%.[2] В одномандатному окрузі найбільше голосів отримав Андрій Кіт (самовисування) — 36,59%, за Андрія Гергерта (Всеукраїнське об'єднання «Свобода») — 18,90%, за Володимира Гаврона (Голос) і Євгенія Гірника (самовисування) — по 10,37%[3].

## Пам'ятки
- Церква Введення в Храм Пресвятої Богородиці[d];

## Відомі мешканці

### Народились
- Шпіцер Василь Іванович — український політик і підприємець, кандидат технічних наук, Міський голова Львова у 1990—1994 роках.